# فيليب أوتل
فيليب أوتل (بالألمانية: Philipp Öttl) مواليد 3 مايو 1996 في باد رايشنهال، ألمانيا، هو متسابق دراجات نارية ألماني. نافس في الجائزة الكبرى للدراجات النارية في فئة موتو 3 وبدأ فيها سنة 2012.

## النتائج

### حسب الموسم
| الموسم | الفئة  | الدراجة        | السباق | الفوز | المنصة | الإنطلاق | أسرع لفة | النقاط | الترتيب |
| ------ | ------ | -------------- | ------ | ----- | ------ | -------- | -------- | ------ | ------- |
| 2012   | موتو 3 | كالكس كي تي إم | 1      | 0     | 0      | 0        | 0        | 5      | 31      |
| 2013   | موتو 3 | كالكس كي تي إم | 17     | 0     | 0      | 0        | 1        | 34     | 18      |
| 2014   | موتو 3 | كالكس كي تي إم | 18     | 0     | 0      | 0        | 0        | 10     | 24      |
| 2015   | موتو 3 | كي تي إم       | 18     | 0     | 1      | 0        | 0        | 73     | 15      |
| إجمالي |        |                | 54     | 0     | 1      | 0        | 1        | 122    |         |

### السباقات حسب السنة
(مفتاح)
| السنة | الفئة  | الدراجة        | 1      | 2             | 3            | 4            | 5          | 6           | 7           | 8          | 9          | 10         | 11          | 12           | 13            | 14         | 15            | 16          | 17         | 18          | مركز | نقاط |
| ----- | ------ | -------------- | ------ | ------------- | ------------ | ------------ | ---------- | ----------- | ----------- | ---------- | ---------- | ---------- | ----------- | ------------ | ------------- | ---------- | ------------- | ----------- | ---------- | ----------- | ---- | ---- |
| 2012  | موتو 3 | كالكس كي تي إم | قطر    | إسبانيا       | البرتغال     | فرنسا        | كتالونيا   | بريطانيا    | هولندا      | ألمانيا    | إيطاليا    | إنديانا    | تشيك        | سان مارينو   | أرغون         | اليابان    | ماليزيا       | أستراليا    | بلنسية 11  |             | 31   | 5    |
| 2013  | موتو 3 | كالكس كي تي إم | قطر 17 | الأمريكتان 17 | إسبانيا 20   | فرنسا 15     | إيطاليا 19 | كتالونيا 18 | هولندا 22   | ألمانيا 17 | إنديانا 19 | تشيك 17    | بريطانيا 16 | سان مارينو 9 | أرغون 6       | ماليزيا 10 | أستراليا ل.ين | اليابان 13  | بلنسية 9   |             | 18   | 34   |
| 2014  | موتو 3 | كالكس كي تي إم | قطر 20 | الأمريكتان 20 | الأرجنتين 21 | إسبانيا 15   | فرنسا 15   | إيطاليا 13  | كتالونيا 19 | هولندا 15  | ألمانيا 12 | إنديانا 20 | تشيك 24     | بريطانيا 17  | سان مارينو 19 | أرغون ل.ين | اليابان 17    | أستراليا 21 | ماليزيا 18 | بلنسية ل.ين | 24   | 10   |
| 2015  | موتو 3 | كي تي إم       | قطر 14 | الأمريكتان 13 | الأرجنتين 16 | إسبانيا ل.ين | فرنسا 10   | إيطاليا 22  | كتالونيا 10 | هولندا 15  | ألمانيا 11 | إنديانا 3  | تشيك 15     | بريطانيا 16  | سان مارينو 10 | أرغون 5    | اليابان 23    | أستراليا 7  | ماليزيا 15 | بلنسية 10   | 15   | 73   |
| 2016  | موتو 3 | كي تي إم       | قطر 9  | الأرجنتين 15  | الأمريكتان 4 | إسبانيا      | فرنسا      | إيطاليا     | كتالونيا    | هولندا     | ألمانيا    | AT         | تشيك        | بريطانيا     | سان مارينو    | أرغون      | اليابان       | أستراليا    | ماليزيا    | بلنسية      | بلا  | بلا  |

## وصلات خارجية
- فيليب أوتل على موقع MotoGP.com (الإنجليزية)
- فيليب أوتل على موقع WorldSBK.com (الإنجليزية)
- فيليب أوتل على موقع AS.com (الإسبانية)

- الموقع الرسمي